# Черноватый
«Чернова́тый» (англ. Black-ish) — американский телевизионный сериал, созданный Кения Баррисом, с Энтони Андерсоном и Трейси Эллис Росс в главных ролях, который вышел на ABC в сезоне 2014—2015 годов. В центре сюжета находится афро-американское семейство среднего класса, которое стремится передать своим детям историю их темнокожих предков. Шоу транслируется по средам, после ситкома «Американская семейка», начиная с 24 сентября 2014 года.
7 мая 2015 года сериал был продлён на второй сезон, который стартовал 23 сентября 2015 года. 3 марта 2016 года сериал был продлён на третий сезон. 11 мая 2017 года ABC продлил сериал на четвёртый сезон. 11 мая 2018 года сериал был продлён на пятый сезон.
3 января 2018 года на телеканале Freeform состоялась премьера спин-оффа сериала с Ярой Шахиди в главной роли — «Повзрослевшие».
2 мая 2019 года канал ABC продлил телесериал на шестой сезон. 21 мая 2020 года телеканал ABC продлил телесериал на седьмой сезон. Премьера седьмого сезона сериала состоится 21 октября 2020 года. 14 мая 2021 года телеканал ABC продлил телесериал на восьмой сезон, он станет финальным. Премьера восьмого и финального сезона состоялась 4 января 2022 года на телеканале ABC.

## Сюжет
Андрэ и Рэйнбоу являются типичной семьей среднего класса из пригорода, за исключением того, что будучи темнокожими, живут в окружении белокожих. Андрэ, работающий в рекламном агентстве, беспокоится, что его дети не знают историю своего народа.

## В ролях
- Энтони Андерсон — Андре Джонсон
- Трейси Эллис Росс — Рэйнбоу Джонсон
- Яра Шахиди — Зоуи Джонсон
- Маркус Скрибнер — Андре Джонсон-младший
- Майлз Браун — Джек Джонсон
- Марсэй Мартин — Диана Джонсон
- Дженифер Льюис — Руби Джонсон (гость сезон 1, регулярно сезон 2—)[16]

Лоренс Фишберн также появляется в роли отца Андре начиная с пилотного эпизода. Фишберн не является регулярным членом актёрского состава и указывается в титрах как специально приглашенная звезда.

## Производство
В октябре 2013 года ABC купил сценарий пилотного эпизода у Кения Барриса и Энтони Андерсона. 16 января 2014 года канал дал зелёный свет на съемки пилота. 10 февраля Лоренс Фишберн подписался играть нерегулярную роль отца персонажа Андерсона. 19 февраля 2014 года было объявлено, что Трейси Эллис Росс будет играть главную женскую роль. 3 марта Яра Шахиди, ранее сыгравшая Оливию Поуп в детстве в сериале ABC «Скандал», получила роль старшей дочери семейства.
8 мая 2014 года, ABC заказал съемки первого сезона сериала для трансляции в телесезоне 2014-15 годов. 9 октября 2014 года, после трансляции трёх эпизодов, ABC заказал съемки полного сезона из двадцати двух эпизодов.

## Эпизоды
| Сезон | Сезон | Эпизоды | Оригинальная дата показа | Оригинальная дата показа |
| Сезон | Сезон | Эпизоды | Премьера сезона          | Финал сезона             |
| ----- | ----- | ------- | ------------------------ | ------------------------ |
|       | 1     | 24      | 24 сентября 2014         | 20 мая 2015              |
|       | 2     | 24      | 23 сентября 2015         | 18 мая 2016              |
|       | 3     | 24      | 21 сентября 2016         | 10 мая 2017              |
|       | 4     | 23      | 3 октября 2017           | 15 мая 2018              |
|       | 5     | 23      | 16 октября 2018          | 21 мая 2019              |
|       | 6     | 23      | 24 сентября 2019         | 5 мая 2020               |
|       | 7     | 21      | 21 октября 2020          | 18 мая 2021              |
|       | 8     | 13      | 4 января 2022            | 19 апреля 2022           |

## Реакция

### Отзывы критиков
Пилотный эпизод получил высокие оценки от телевизионных критиков. Yahoo! в своем обозрении комедийных новинок осени выделил Black-ish в качестве лучшей. На Rotten Tomatoes сериал набрал 84 процента из ста на основе 44 обзоров. На Metacritic пилотный эпизод получил балл 77 из 100 на основе 29 обзоров.

### Телевизионные рейтинги
Пилотный эпизод, транслировавшийся 24 сентября 2014 года после «Американская семейка» привлек к экранам одиннадцать миллионов зрителей, что позволило сериалу выиграть свой временной интервал. В ключевой для рекламодателей демографической категории 18-49 рейтинг составил 3,3, больше чем у любой другой комедийной новинки канала за прошедший год.
| Сезон | Таймслот (ET) | Эпизоды | Премьера         | Премьера                    | Премьера                    | Финал       | Финал                     | Финал                    | Телесезон | Ранк | Зрители (миллионы) |
| Сезон | Таймслот (ET) | Эпизоды | Дата             | Зрители премьеры (миллионы) | Премьера 18-49 рейтинг/доля | Дата        | Зрители финала (миллионы) | Финал 18-49 рейтинг/доля | Телесезон | Ранк | Зрители (миллионы) |
| ----- | ------------- | ------- | ---------------- | --------------------------- | --------------------------- | ----------- | ------------------------- | ------------------------ | --------- | ---- | ------------------ |
| 1     | Среда 21:30   | 24      | 24 сентября 2014 | 11.04                       | 3.3/10                      | 20 мая 2015 | 5.36                      | 1.6/5                    | 2014–2015 | #54  | 8.49               |
| 2     | Среда 21:30   | 24      | 23 сентября 2015 | 7.30                        | 2.4/7                       | 18 мая 2016 | 5.05                      | 1.5/5                    | 2015–2016 | #60  | 7.22               |
| 3     | Среда 21:30   | 24      | 21 сентября 2016 | 6.39                        | 2.0/7                       | 10 мая 2017 | 4.75                      | 1.3/5                    | 2016–2017 | #59  | 6.61               |
| 4     | Вторник 21:00 | N/A     | N/A              | N/A                         | N/A                         | N/A         | N/A                       | N/A                      | 2017–2018 | N/A  | N/A                |